# Linnaemya helvetica
Linnaemya helvetica är en tvåvingeart som beskrevs av Herting 1963. Linnaemya helvetica ingår i släktet Linnaemya och familjen parasitflugor. Inga underarter finns listade i Catalogue of Life.